# الانتخابات الرئاسية التركية 1957
الانتخابات الرئاسية التركية لسنة 1957 جرت بتاريخ 1 نوفمبر 1957، حيث اجتمعت الجمعية الوطنية الكبرى لاختيار رئيس الجمهورية للمرة الحادية عشرة مند اعلان الجمهورية، حيث تقدم للمنصب للمرة الثالثة على التوالي الرئيس جلال بايار عن حزب الديمقراطية، وعلى إثره أسفرت النتائج عن انتخابه بتزكية الأعضاء المكملين للنصاب القانوني رئيسا للجمهورية للمرة الثالثة على التوالي.

## التصويت
| إنتخاب رئيس الجمهورية التركية 1 نوفمبر 1957 | إنتخاب رئيس الجمهورية التركية 1 نوفمبر 1957 | إنتخاب رئيس الجمهورية التركية 1 نوفمبر 1957 | إنتخاب رئيس الجمهورية التركية 1 نوفمبر 1957 |
| ------------------------------------------- | ------------------------------------------- | ------------------------------------------- | ------------------------------------------- |
| عدد أعضاء المجلس                            | عدد أعضاء المجلس                            | عدد أعضاء المجلس                            | 610                                         |
| الحاضرون في التصويت                         | الحاضرون في التصويت                         | الحاضرون في التصويت                         | 413                                         |
| الغائبون عن التصويت                         | الغائبون عن التصويت                         | الغائبون عن التصويت                         | 197                                         |
| الأصوات الباطلة أو الإمتناع                 | الأصوات الباطلة أو الإمتناع                 | الأصوات الباطلة أو الإمتناع                 | 0                                           |
| المترشح                                     | الإنتماء الحزبي                             | النتيجة                                     | النسبة                                      |
| جلال بايار                                  | حزب الديمقراطية                             | 413                                         | 100%                                        |
| نسبة المشاركة                               | نسبة المشاركة                               | نسبة المشاركة                               | 67,7%                                       |